# Engelbert Endrass
Engelbert Endrass (Duits: Endraß), (Bamberg, 2 maart 1911 – ten noordoosten van de Azoren, 21 december 1941) was een Duits U-boot-kapitein (Kapitänleutnant-zur-See) bij de Kriegsmarine tijdens de Tweede Wereldoorlog.

## Zijn loopbaan
Endrass begon zijn carrière bij de Duitse Marine in 1935. Na enkele maanden op de kruiser Deutschland en op enkele escorteschepen, werd hij ingezet in oktober 1937 bij de U-bootstrijdmacht. Hij voer op de U 47 in december 1938 als Leutnant-zur-See. Hij werd tot eerste officier bij Günther Prien bevorderd en tijdens diens aanval op Scapa Flow bracht hij mede de HMS Royal Oak tot zinken. De "briesende stier" werd in een zegeroes door Endrass als embleem op de commandotoren van de U 47 geschilderd toen ze onderweg waren naar de thuishaven.
Endrass bleef op de U 47 tot december 1939. In mei 1940, na een aantal succesvol afgewerkte opleidingen, nam hij het commando over van de U 46 als opvolger van de niet succesvolle Herbert Sohler. Endrass had meteen succes en bracht vijf schepen tot zinken, waaronder de Britse hulpkruiser HMS Carinthia.
Zijn succes werd voortgezet op zijn tweede patrouille met de U 46 en hij bracht nog vijf schepen tot zinken, onder meer een andere hulpkruiser, de HMS Dunvegan Castle op 27 augustus 1940, alhoewel zijn belangrijkste aanvalsperiscoop beschadigd was. Na thuiskomst van deze patrouille ontving commandant Endrass het Ridderkruis (Das Ritterkreuz).  Vijf patrouilles later ontving hij het Eikenloof bij zijn Ridderkruis.
In september 1941 verliet hij de U 46 en een maand later nam hij het commando over van de U 567. Op zijn tweede patrouille kwam hij om, op 21 december 1941, toen de U 567 tot zinken werd gebracht door dieptebommen van de Britse sloep HMS Deptford en de korvet HMS Samphire ten noordoosten van de Azoren. Engelbert Endrass stierf op 30-jarige leeftijd.

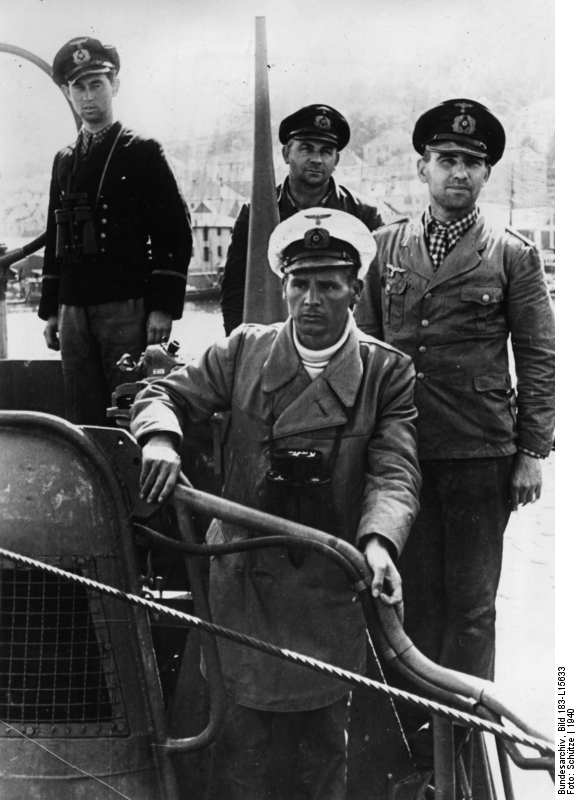
Voorgrond Endrass met bemanning, 1940.

## Successen
- Negentien schepen tot zinken gebracht met een totaal van 81.164 brutoton
- Twee oorlogsschepen tot zinken gebracht met een totaal van 35.284 brutoton
- Vier schepen beschadigd met een totaal van 25.491 brutoton
- Eén schip vernietigd met een totaal van 2.080 brutoton
- Het tonnage tot zinken gebrachte schepen - 144.019 ton

## Militaire loopbaan
- Offiziersanwärter: 8 april 1934[2]
- Fähnrich zur See: 1 juli 1935[3][2]
- Oberfähnrich zur See: 1 januari 1937[2][3]
- Leutnant zur See: 1 april 1937[2][3]
- Oberleutnant Zur See: 20 april 1939[2][3]
- Kapitänleutnant: 2 juli 1941[2][3]

## Decoraties
- Ridderkruis van het IJzeren Kruis op 5 september 1940 als Oberleutnant Zur See en Commandant van de U-46[4][2][3]
- Ridderkruis van het IJzeren Kruis met Eikenloof op 10 juni 1941 als Kapitänleutnant en Commandant van de U-46[4][2][3]
- IJzeren Kruis 1939, 1e Klasse (17 oktober 1939) en 2e Klasse (25 september 1939)[5][2][3]
- Onderzeebootoorlogsinsigne op 19 december 1939[5][2][3]
- Onderzeebootoorlogsinsigne met Briljanten op 18 juli 1941[6][2][3]
- Spanjekruis in brons op 6 juni 1939[5][2][3]
- Oorlogskruis (Italië) met Zwaarden op 1 november 1941[6][2][3]
- Dienstonderscheiding van Leger en Marine voor (4 dienstjaren) op 5 april 1939[5][2][3]
- Hij werd meerdere malen genoemd in het Wehrmachtsbericht. Dat gebeurde op:
- 17 juni 1940[3][7]
- 4 juli 1940[3][8]
- 4 september 1940[3][9]
- 20 oktober 1940[10]
- 4 april 1941[3][11]
- 9 juni 1941[3][12]
- 31 maart 1942[3][13]

## U-boot-commando
- U 46: 22 mei 1940 - 24 september 1941 - 8 patrouilles (samen 165 dagen)
- U 567: 15 oktober 1941 - 21 december 1941 (+) - 2 patrouilles (samen 17 dagen)